# Пономарёв, Евгений Александрович
Евгений Александрович Пономарёв (07.05.1929 - 12.07.2008) — доктор физико-математических наук, профессор, главный научный сотрудник Института солнечно-земной физики СО РАН, заслуженный деятель науки РФ.

## Биография
Родился 07.05.1929 в семье врачей (отец хирург, мать микробиолог).
Окончил Уральский государственный университет (1953) и аспирантуру кафедры астрономии Киевского университета. Будучи аспирантом, в 1955 г. в результате наблюдений солнечной короны во время затмений установил существование протяжённых корональных потоков («солнечного ветра»), вызывающих магнитные бури и возмущения в ионосфере Земли. По итогам этих исследований в 1957 г. защитил кандидатскую диссертацию «К теории солнечной короны».
В том же году уехал в Тикси на создаваемую при Институте космофизики и аэрономии Якутского филиала АН (ИКФИА) геофизическую полярную станцию. Работал в ИКФИА в 1957—1965 гг., начальник станции МГГ в Тикси (1958—1959), зам. директора по научной работе (1963—1964), заведующий лабораторией полярных сияний (1964—1965).
С 1965 г. в Институте солнечно-земной физики ИНЦ СО РАН: заведующий лабораторией, заместитель директора, главный научный сотрудник.
Доктор физико-математических наук, профессор. Докторская диссертация:
- Механизмы формирования магнитосферных суббурь : диссертация … доктора физико-математических наук : 01.04.12. — Иркутск, 1981. — 302 с. : ил.

Заслуженный деятель науки РФ (05.04.1999). 
Скоропостижно умер 12 июля 2008 г.
Сочинения:
- Исследование полярных сияний и верхней атмосферы радиофизическими методами [Текст] / Е. А. Пономарев, Е. Ф. Вершинин. — Москва : Наука, 1967. — 83 с., 1 л. схем. : ил.; 26 см.
- Механизмы магнитосферных суббурь / Е. А. Пономарев; Отв. ред. Ю. И. Гальперин. — М. : Наука, 1985. — 159 с. : ил.; 21 см.
- Пономарев Е. А., Седых П. А. Как разрешить проблему суббурь?(обзор). Геомагнетизм и аэрономия, Т.46, № 4, С.560-575, (2006).